# Kenya Electricity Generating Company
Ne doit pas être confondu avec Kenya Power and Lighting Company.
Kenya Electricity Generating Company ou simplement KenGen est une entreprise de production d'électricité au Kenya produisant environ 69%  de l'électricité consommée dans le pays.

## Aperçu
KenGen s'appuie sur diverses sources pour produire de l'électricité allant de l'hydroélectricité, géothermie, thermique à l'éolien. L'hydroélectricité est la principale source, avec une capacité installée de 0,821 GW, soit 52,3% de la capacité totale de l'entreprise.
La société possède 30 centrales hydroélectriques d'une capacité de production totale de 818 MW, cinq centrales thermiques de 256 MW, six centrales géothermiques de 698 MW et une centrale éolienne à Ngong de 26 MW, soit une puissance installée totale de 1 796 MW.
En décembre 2019, KenGen possède quatre centrales géothermiques, à savoir: Olkaria I et Olkaria II, Olkaria I unités 4 et 5, Olkaria IV et Olkaria V. 
Les centrales électriques sont situées dans le comté de Nakuru, dans la vallée du Rift, à côté du  parc national de Hell's Gate, et en bordure du lac Naivasha.

## Histoire
L'entreprise a été fondée le 1er février 1954 sous le nom de Kenya Power Company (KPC) et a été chargée de construire la ligne de transport électrique entre Nairobi et Tororo en Ouganda. Il s'agissait de transmettre la puissance générée du barrage d'Owen Falls au Kenya. KPC a également été chargée de développer des installations de production d'électricité dans le pays .
KPC était géré par la Kenya Power and Lighting Company dans le cadre d'un contrat de gestion. En janvier 1997, la direction de KPC a été officiellement séparée de Kenya Power, conséquence directe des réformes dans le secteur de l'énergie et de  l'économie. Le 19 janvier 1998, la société a changé son nom de Kenya Power Company en Kenya Electricity Generating Company.
En 2006, KenGen a été introduite à la Bourse de Nairobi quand le gouvernement du Kenya a vendu 30% de sa participation   plébiscitée par 280 000 souscriptions .

## Propriété
Le capital de KenGen fait l'objet de 2 198 361 456 actions. Kenya Electricity Generating Company est coté à la NSE, où il se négocie sous le symbole: KEGN .
| Rang | Nom du propriétaire   | Propriété en pourcentage |
| ---- | --------------------- | ------------------------ |
| 1    | Gouvernement du Kenya | 70,00                    |
| 2    | Autres                | 30.00                    |
|      | Total                 | 100,00                   |

## Liste des centrales électriques et capacité installée

### Capacité

#### Hydro-électrique
- Centrale hydroélectrique de Gitaru - 225 MW [6].
- Centrale hydroélectrique de Gogo - 2 MW, sur la rivière Gucha [7]
- Centrale hydroélectrique de Kamburu - 93
- Centrale hydroélectrique de Kiambere - 169 MW [8].
- Centrale hydroélectrique de Kindaruma - 72 MW [9].
- Centrale hydroélectrique de Masinga - 40 MW [10].
- Centrale hydroélectrique de Mesco - 0,43 MW
- Centrale hydroélectrique de Sagana - 1,5 MW
- Centrale hydroélectrique de Sondu Miriu - 60 MW
- Centrale hydroélectrique de Sosiani - 0,4 MW
- Centrale hydroélectrique de Tana - 20 MW
- Centrale hydroélectrique de Turkwel - 106 MW [11].
- Centrale hydroélectrique de Wanjii - 7,4 MW [12].

#### Géothermie
- Centrale géothermique d'Olkaria I - 185 MW [13].
- Centrale géothermique d'Olkaria II - 105 MW [6].
- Centrale géothermique d'Olkaria III - 139 MW [14].
- Centrale géothermique d'Olkaria IV - 140 MW.
- Centrale géothermique d'Olkaria V - 158 MW.
- Centrale géothermique d'Eburru - 2,4 MW [15].
- Centrale géothermique de Wellhead (Olkaria) - 5,0 MW [16].
- Production de tête de puits - 70 MW (tête de puits 1, 20 MW, tête de puits 2, 20 MW, tête de puits 3, 30 MW).

#### Thermique
- Kipevu I Diesel - 60 MW [6].
- Diesel Kipevu III - 115 MW.
- Turbine à gaz de Muhoroni - 55 MW.

#### Éolien
- Centrale éolienne de Ngong Hills : phase I - 5,1 MW [17].
- Centrale éolienne de Ngong Hills : phase II - 20,4 MW.

### Projets d'avenir
KenGen prévoit de  doubler sa capacité de production d'électricité à 4 270 mégawatts d'ici 2025 pour un coût de 8,1 milliards de dollars.

#### Géothermie
- Unité Olkaria I 6 - 70 MW - Année d'achèvement: 2020 [18].
- Projet Eburru - 25 MW - Année d'achèvement: 2016 [15]
- Olkaria V - Année d'achèvement de 140 MW: 2018 [19].
- Olkaria VI - 140 MW - Année d'achèvement : 2016/2017.
- Olkaria VII - 140 MW - Année d'achèvement : 2018.
- Olkaria VIII - 140 MW - Année d'achèvement : 2018 [20].
- Olkaria V - 165MW - Année d'achèvement : 2019.

#### Éolien
- Centrale éolienne de Meru : Phase II - 300 MW.